# Pro League 2008-09
La Primera División de Bélgica 2008/09 (también conocida como Jupiler Pro League por motivos de patrocinio) fue la 106.ª temporada de la máxima competición futbolística en Bélgica.

## Tabla de posiciones
| Pos | Equipo             | PJ | PG | PE | PP | GF | GC | DG  | Pts |
| --- | ------------------ | -- | -- | -- | -- | -- | -- | --- | --- |
| 1   | Standard Lieja     | 34 | 24 | 5  | 5  | 66 | 26 | +40 | 77  |
| 2   | R.S.C. Anderlecht  | 34 | 24 | 5  | 5  | 75 | 30 | +45 | 77  |
| 3   | Brujas             | 34 | 18 | 5  | 11 | 59 | 50 | +9  | 59  |
| 4   | Gent               | 34 | 17 | 8  | 9  | 67 | 42 | +25 | 59  |
| 5   | Zulte Waregem      | 34 | 16 | 7  | 11 | 55 | 36 | +19 | 55  |
| 6   | Westerlo           | 34 | 15 | 7  | 12 | 42 | 38 | +4  | 52  |
| 7   | Lokeren            | 34 | 13 | 12 | 9  | 40 | 32 | +8  | 51  |
| 8   | Genk               | 34 | 15 | 5  | 14 | 48 | 51 | -3  | 50  |
| 9   | Cercle Brugge      | 34 | 14 | 5  | 15 | 48 | 53 | -5  | 47  |
| 10  | Malinas            | 34 | 12 | 10 | 12 | 46 | 52 | -6  | 46  |
| 11  | Mouscron           | 34 | 12 | 8  | 14 | 42 | 49 | -7  | 44  |
| 12  | Charleroi          | 34 | 12 | 7  | 15 | 43 | 48 | -5  | 43  |
| 13  | Germinal Beerschot | 34 | 11 | 9  | 14 | 44 | 42 | +2  | 42  |
| 14  | Kortrijk           | 34 | 9  | 11 | 14 | 37 | 55 | -18 | 38  |
| 15  | Dender             | 34 | 9  | 8  | 17 | 44 | 58 | -14 | 35  |
| 16  | Roeselare          | 34 | 8  | 6  | 20 | 33 | 59 | -26 | 30  |
| 17  | Tubize             | 34 | 7  | 6  | 21 | 35 | 77 | -42 | 27  |
| 18  | Mons               | 34 | 3  | 10 | 21 | 31 | 57 | -26 | 19  |

PJ = Partidos jugados; PG = Partidos ganados; PE = Partidos empatados; PP = Partidos perdidos; GF = Goles a favor; GC = Goles en contra; DG = Diferencia de goles; Pts = Puntos
|  | Fase de grupos de la Liga de Campeones                 |
|  | Tercera ronda de clasificación de la Liga de Campeones |
|  | Ronda play-off de la Liga Europea                      |
|  | Tercera ronda de la Liga Europea                       |
|  | Segunda ronda de la Liga Europea                       |
|  | Play-offs de descenso                                  |
|  | Descenso a la Segunda División                         |

## Play-off por el título
| Equipo 1       | Agr. | Equipo 2   | Ida | Vuelta |
| -------------- | ---- | ---------- | --- | ------ |
| Standard Lieja | 2-1  | Anderlecht | 1-1 | 1-0    |

## Play-offs de descenso
La Primera División se reducirá a 16 equipos para la próxima temporada, que serán los 14 mejores clasificados de la Primera División, el primero de la Segunda División y el ganador de los play-off de descenso.

### Primer play-off
- Lierse (2° lugar de la Segunda División).
- Antwerp (3° lugar de la Segunda División).
- Waasland (4° lugar de la Segunda División)
- Tournai (5° lugar de la Segunda División)

| Equipo 1 | Agr. | Equipo 2 | Ida | Vuelta |
| -------- | ---- | -------- | --- | ------ |
| Tournai  | 0-2  | Antwerp  | 0-0 | 0-2    |
| Waasland | 3-4  | Lierse   | 1-1 | 2-3    |

### Segundo play-off
- Dender (15° lugar de la Primera División)
- Roeselare (16° lugar de la Primera División)
- Antwerp (ganador del primer play-off)
- Lierse (ganador del primer play-off)

Finalmente, Roeselare consigue una plaza en la Primera División 2009/10.
| Equipo    | Pts | PJ | PG | PE | PP | GF | GC |
| --------- | --- | -- | -- | -- | -- | -- | -- |
| Roeselare | 13  | 6  | 4  | 1  | 1  | 13 | 7  |
| Dender    | 8   | 6  | 2  | 2  | 2  | 8  | 7  |
| Lierse    | 6   | 6  | 1  | 3  | 2  | 5  | 7  |
| Antwerp   | 5   | 6  | 1  | 2  | 3  | 6  | 11 |

| Antwerp   | 1 - 3 | Roeselare |
| Dender    | 1 - 1 | Lierse    |
| Roeselare | 0 - 0 | Dender    |
| Lierse    | 0 - 0 | Antwerp   |
| Roeselare | 1 - 0 | Lierse    |
| Antwerp   | 0 - 2 | Dender    |

| Lierse    | 1 - 3 | Roeselare |
| Dender    | 1 - 2 | Antwerp   |
| Roeselare | 4 - 2 | Antwerp   |
| Lierse    | 2 - 1 | Dender    |
| Dender    | 3 - 2 | Roeselare |
| Antwerp   | 1 - 1 | Lierse    |

## Goleadores
17 goles
- Alfonso Ruiz (Westerlo)

16 goles
- Tom De Sutter (Cercle Brugge (7) y Anderlecht (9))
- Dieumerci Mbokani (Standard Lieja)

15 goles
- Joseph Akpala (Club Brujas)

14 goles
- Adnan Ćustović (Mouscron (10) y Gent (4))
- Ouwo Moussa Maazou (Lokeren)
- Wesley Sonck (Club Brujas)